# الاتحاد العام لنساء العراق

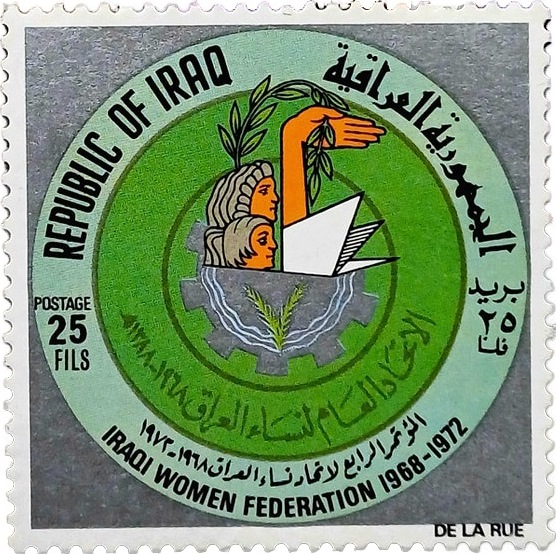
طابع بريدي عراقي صدر بمناسبة المؤتمر الرابع لإتحاد نساء العراق عام 1972

الاتحاد العام لنساء العراق منظمة خاصة بالنساء العراقيات تضم في عضويتها النساء العراقيات بغض النظر عن انتماءاتهن الحزبية أو العرقية.أنشأها حزب البعث الاشتراكي بالعراق عام 1969. وأُسّسَ الاتحاد رسميًا علي يد نوار حلمي، ومنال يونس ورمزية الخيرو في الرابع من نيسان/إبريل عام 1969.كان الاتحاد تحت قيادة أعضاء من حزب البعث وكانت الدولة تقوم بتمويل ميزانيته كما كان يقوم الحزب بتنسيق برامج الاتحاد. أرسي مجلس قيادة الثورة بالعراق أربعة أهداف للاتحاد في عام 1972:
1. العمل من أجل المجتمع العربي الاشتراكي الديمقراطي
2. ضمان المساواة بين المرأة والرجل في الحقوق والاقتصاد والدولة
3. المساهمة في التنمية الاقتصادية والاجتماعية في العراق
4. دعم الأمهات والأطفال داخل بنية العائلة.

في عام 1975 دُمج مع الاتحاد رابطة المرأة العراقية التي قادتها الشيوعية، لتكون جزءاً من تحالف مؤقت بين الشيوعيين وحزب البعث والجبهة الوطنية التقدمية.وقد كان لها فروع في جميع أنحاء البلاد.
قام صدام حسين بتعيين منال يونس، وهي أحد الأعضاء المؤسسين للاتحاد، لمنصب رئاسة المنظمة. وكان عدد الأعضاء بالمنظمة يقدر ب 200.000 عضوة في عام 1982، وبحلول عام 1989 وصل عدد الأعضاء بالمنظمة لأكثر من 300.000 عضوة، وكان للاتحاد عدة فروع في بغداد والمحافظات، وكان مقره الرئيسي في منطقة الوزيرية في بغداد، وبعد الاحتلال الأمريكي للعراق أصبحت بناية الاتحاد مقراً لوزارة البيئة.